# David Bek
David Bek es una localidad del raión de Kapan, en la provincia de Syunik, Armenia, con una población censada en octubre de 2011 de 796 habitantes. 
Se encuentra ubicada en el centro-sur de la provincia, a poca distancia del río Vorotán — afluente del río Aras, el cual, a su vez, lo es del Kurá— y de la frontera con Azerbaiyán.